# Jakov Nenadović
Jakov Nenadović (cirílico serbio: Јаков Ненадовић) fue un voivoda y político serbio que ocupó el cargo de primer ministro de Serbia del 31 de diciembre de 1810 al 22 de enero de 1811. Fue el primer ministro del Interior serbio. Nenadović fue la figura más influyente de la Serbia de la época junto a Karađorđe, su mayor rival, y Janko Katić.

## Biografía
Jakov era el hermano menor de Aleksa Nenadović (1749-1804), un noble serbio que tenía una provincia alrededor de Valjevo. Era sobrino nieto de Grigorije Nenadović, metropolitano de Raška y Valjevo. Su hermano fue ejecutado en la Matanza de los Duques el 31 de enero de 1804, que desencadenó el Primer Levantamiento Serbio.
Jakov se unió inmediatamente a los rebeldes serbios, y tras la victoria en Svileuva (1804) se convirtió en uno de los comandantes y personajes más distinguidos de Serbia occidental. Adquirió sus municiónes y armas en Syrmia, entonces parte de Austria. En marzo de 1804 atacó Šabac. Jakov fue uno de los fundadores del Praviteljstvujušči sovjet serbski (gobierno serbio), del que Prota Mateja Nenadović, su sobrino (hijo de Aleksa), fue el primer Primer Ministro. Encabezó el gobierno de Serbia de 1810 a 1811.
En 1813, Jakov y su hijo Jevrem construyeron una torre con el nombre de Nenadović junto a la carretera que conduce a Šabac, al borde de la colina de Kličevac. Tras el fallido levantamiento, Nenadović siguió a Karađorđe a Besarabia en 1814, y en 1816 a la Rusia Imperial en San Petersburgo para conferenciar con el zar Alejandro I de Rusia sobre el estado de los asuntos en los Balcanes, entonces reocupados por los turcos otomanos. Más tarde se instaló en Viena, donde murió en 1836. Su nieta, Persida Nenadović (hija de Jevrem), se casó con Alexander Karađorđević, príncipe de Serbia, hijo de Karađorđe.